# Carlo Vittorio Amedeo delle Lanze
Carlo Vittorio Amedeo delle Lanze, italijanski rimskokatoliški duhovnik, škof in kardinal, * 1. september 1712, Torino, † 23. januar 1784.

## Življenjepis
Leta 1747 je:
- bil povzdignjen v kardinala (10. april),
- bil ustoličen kot kardinal-diakon Ss. Cosma e Damiano (31. julij),
- bil imenovan za naslovnega nadškofa Nikozije (11. avgust; s tega položaja je odstopil 12. aprila 1773),
- prejel škofovsko posvečenje (23. september) in
- bil imenovan za kardinal-duhovnika S. Sisto (2. oktober). Pozneje je bil imenovan še za S. Anastasia (22. november 1758), S. Prassede (21. marec 1763) in S. Lorenzo in Lucina (18. julij 1783).

22. marca 1775 je bil imenovan za prefekta Zbora Rimske kurije.